# Eulithis cunigerata
Eulithis cunigerata là một loài bướm đêm trong họ Geometridae.